# Petelia rivulosa
Petelia rivulosa là một loài bướm đêm trong họ Geometridae.